# Nongmaithem
 (août 2024).
La mise en forme du texte ne suit pas les recommandations de Wikipédia : il faut le « wikifier ».
Les points d'amélioration suivants sont les cas les plus fréquents. Le détail des points à revoir est peut-être précisé sur la page de discussion.
- Les titres sont pré-formatés par le logiciel. Ils ne sont ni en capitales, ni en gras.
- Le texte ne doit pas être écrit en capitales (les noms de famille non plus), ni en gras, ni en italique, ni en « petit »…
- Le gras n'est utilisé que pour surligner le titre de l'article dans l'introduction, une seule fois.
- L'italique est rarement utilisé : mots en langue étrangère, titres d'œuvres, noms de bateaux, etc.
- Les citations ne sont pas en italique mais en corps de texte normal. Elles sont entourées par des guillemets français : « et ».
- Les listes à puces sont à éviter, des paragraphes rédigés étant largement préférés. Les tableaux sont à réserver à la présentation de données structurées (résultats, etc.).
- Les appels de note de bas de page (petits chiffres en exposant, introduits par l'outil «  Source ») sont à placer entre la fin de phrase et le point final[comme ça].
- Les liens internes (vers d'autres articles de Wikipédia) sont à choisir avec parcimonie. Créez des liens vers des articles approfondissant le sujet. Les termes génériques sans rapport avec le sujet sont à éviter, ainsi que les répétitions de liens vers un même terme.
- Les liens externes sont à placer uniquement dans une section « Liens externes », à la fin de l'article. Ces liens sont à choisir avec parcimonie suivant les règles définies. Si un lien sert de source à l'article, son insertion dans le texte est à faire par les notes de bas de page.
- La présentation des références doit suivre les conventions bibliographiques. Il est recommandé d'utiliser les modèles {{Ouvrage}}, {{Chapitre}}, {{Article}}, {{Lien web}} et/ou {{Bibliographie}}. Le mode d'édition visuel peut mettre en forme automatiquement les références.
- Insérer une infobox (cadre d'informations à droite) n'est pas obligatoire pour parachever la mise en page.

Pour une aide détaillée, merci de consulter Aide:Wikification.
Si vous pensez que ces points ont été résolus, vous pouvez retirer ce bandeau et améliorer la mise en forme d'un autre article.
 (septembre 2024).
Nongmaithem est un nom de famille Meitei, originaire de l’Inde et principalement associé à la communauté Meitei du Manipur. Les membres de cette famille résident dans diverses régions de la vallée d’Imphal, notamment à Imphal et Kakching. Ils vénèrent Irum Ningthou comme leur ancêtre divin, dont la demeure sacrée se trouve à Kakching.
Nongmaithem est une famille du clan Angom.

## Origine
L’origine des Nongmaithem remonte à trois groupes distincts de personnes. Il est mentionné que lors de la migration des Shans au début du IXe siècle, les Langmais et les Nongmais, ainsi que d’autres tribus, étaient déjà installés dans la vallée d’Imphal. Il est également mentionné qu’une autre tribu appelée Nongbal ou Nongpan s’était également installée à la même période. Tous appartenaient aux Tibéto-Birmans. Les Nongmais se sont principalement installés à Nongmaiching Hill, d’où le nom dérivé des Nongmais. On pense que les Langmais et les Nongmais ont fusionné avec les Nongpans pour devenir les Nongmaithem.
Une autre théorie suggère que l’installation des Nongmais et des Langmais a précédé la migration de Poireiton depuis Khamnung. Selon cette théorie, les Nongmais et les Langmais étaient déjà établis avant l’arrivée de Poireiton.

## Personnalités Notables
Parmi les personnes notables portant ce nom de famille, on trouve :
- Nongmaithem Ratanbala Devi, footballeuse professionnelle indienne.
- Nongmaithem Pahari, chanteur, compositeur, parolier et révolutionnaire indien.

## Voir Aussi
Toutes les pages avec « "Nongmaithem" » dans le titre